# پا داری
در زیست‌شناسی انسان، پا بودن ترجیح طبیعی پای چپ یا راست فرد برای اهداف مختلف است. این معادل پا با دستی است. در حالی که اهداف متفاوت است، مانند اعمال بیشترین نیرو در یک پا خاص برای تکمیل عمل لگد به جای پا زدن، پا زدن معمولاً با ترجیح دادن یک پا خاص در موقعیت پیشرو در هنگام درگیر شدن با پا یا لگد زدن مرتبط است. ورزش‌هایی مانند فوتبال انجمنی و کیک بوکسینگ. بنابراین یک فرد ممکن است چپ پا، راست پا یا دوپا باشد (قادر است از هر دو پا به یک اندازه خوب استفاده کند).

## بازیهای با توپ
در فوتبال انجمنی، توپ عمدتاً با پا ضربه می‌خورد. پا ممکن است به پایی اشاره داشته باشد که بازیکن از آن برای ضربه زدن با بیشترین قدرت و مهارت استفاده می‌کند. اکثر مردم راست پا هستند و با پای راست لگد می‌زنند. بازیکنان چپ پای توانا کمیاب هستند و بنابراین کاملاً مورد توجه هستند. به ندرت بازیکنان «دو پا» هستند که با هر دو پا به یک اندازه توانایی دارند. چنین بازیکنانی تنها یک ششم بازیکنان لیگ‌های حرفه ای برتر اروپا را تشکیل می‌دهند. دوپا بودن را می‌توان آموخت، یک مورد قابل توجه تام فینی ملی پوش انگلیسی است، اما تنها در سال‌های اولیه می‌توان به درستی توسعه داد. در فوتبال قوانین استرالیا، چندین بازیکن به یک اندازه در استفاده از هر دو پا برای ضربه زدن به توپ مهارت دارند، مانند سم میچل و چارلز بوشنل (فوتبالیست، بازنشسته).
در بسکتبال، ورزشی که تقریباً فقط از بازیکنان راست دست تشکیل شده است، برای اکثر ورزشکاران رایج است که پای چپ غالبی داشته باشند که هنگام پرش برای تکمیل یک‌لای آپ دست راست از آن استفاده می‌کنند. از این رو، بسکتبالیست‌های چپ‌دست تمایل دارند از پای راست خود بیشتر استفاده کنند که یک لی‌آپ دست چپ را به پایان می‌رسانند (اگرچه بازیکنان راست‌دست و چپ‌دست معمولاً می‌توانند از هر دو دست خود در نزدیکی سبد استفاده کنند).
در لیگ ملی فوتبال، تعداد نامتناسب و فزاینده ای از بازیکنان با پای چپ خود ضربه می‌زنند، جایی که ضربه زدن به موقعیتی در بازی گفته می‌شود که توپ را پس از خروج از خط مسابقه دریافت می‌کند و به آن لگد می‌زند. در پایان فصل 2017 NFL، ۱۰ نفر از ۳۲ بازیکن لیگ چپ پا بودند، از ۴ نفر از ۳۱ نفر (بدون احتساب بازیکن دوپا، کریس هانسون، که در سال ۲۰۰۹ لیگ را ترک کرد) در ابتدای هزاره. ; در مقابل، مکان‌سازان تقریباً منحصراً راست‌پا بودند. تنها مزیت ظاهری ضربه زدن با پای چپ این است که، چون رایج نیست، متخصصان برگشت آنقدر تجربه ندارند که توپ را در جهت مخالف بچرخانند.

## ورزش‌های تخته ای
در ورزش‌های تخته‌ای (مانند موج‌سواری، اسکیت‌برد و اسنوبورد)، فرد بر روی یک تخته منفرد و سبک‌وزن ایستاده است که در امتداد زمین یا روی آب می‌لغزد. نیاز به تعادل باعث می‌شود که فرد بدن را عمود بر جهت حرکت قرار دهد و یک پا پای دیگر را هدایت کند. مانند دستی، زمانی که این کار به‌طور مکرر انجام می‌شود، فرد به‌طور طبیعی پای خاصی را برای موقعیت پیشرو انتخاب می‌کند.

## موضع مسخره در مقابل موضع منظم
برای افزایش سختی، تنوع، و ارزش زیبایی شناختی ترفندها، سوارکاران می‌توانند «موضع را تغییر دهید» (که به اختصار «تعویض» نامیده می‌شود) سوار شوند. به عنوان مثال، یک اسکیت‌بوردباز با پای احمق، معمولاً با پای راست رو به جلو، اولی را اجرا می‌کند، اما «سوئیچ الی» سوارکار را با پای چپ در جلوی تخته می‌ایستد. در ورزش‌هایی که سوئیچ سواری رایج و مورد انتظار است، مانند اسکیت بورد خیابانی، هدف سواران این است که در حالت طبیعی ظاهر شوند و ترفندهای یکسانی را در هر دو حالت عادی و مسخره انجام دهند. برخی از ورزش‌ها مانند کایت‌سرفینگ و موج سواری معمولاً نیاز دارند که سوارکار بتواند بسته به جهت باد یا جهت حرکت به جای ترجیحات سوار، موقعیت خود را تغییر دهد. هر بار که جهت تغییر می‌کند، موضع تغییر می‌کند. اسنوبوردهایی که سوئیچ سوار می‌شوند ممکن است یک «موقعیت اردک» را اتخاذ کنند، جایی که پاها به سمت بیرون نصب می‌شوند، یا به دور از خط وسط بدن، معمولاً با زاویه تقریباً ۱۵ درجه. در این موقعیت، سوارکار پای اصلی را در حالت عادی یا سوئیچ رو به جلو خواهد داشت.

## سوئیچ، جعلی و نولی
هنگامی که یک سوار به عقب می‌غلتد، به این حالت "سوار قلابی " می‌گویند. یک ترفند "جعلی" در حالی انجام می‌شود که به سمت عقب سوار می‌شوید اما روی پای جلویی بلند می‌شوید. اگرچه این همان پا است که در حالت سنتی خود می‌پرد، اما معمولاً پای عقب است. یک سوارکار همچنین می‌تواند در موقعیت ساختگی فرود بیاید.
در حالی که برخی از شباهت‌ها بین حالت سوئیچ و فیکی وجود دارد، سوئیچ سواری به معنای باز کردن بیشتر شانه‌ها برای مواجهه با جهت حرکت است، البته نه به اندازه حالت سنتی، در حالی که حالت جعلی به معنای وضعیت شانه‌های بسته‌تر و رو به عقب‌تر است. "
نولی (نولی بینی) زمانی است که وقتی کسی در حالت عادی خود سوار می‌شود، پای جلویی بلند می‌شود، همان پایی که هنگام انجام ترفندها می‌پرد. در وضعیت نولی، بدن و شانه‌ها به همان اندازه که در حالت عادی سوار می‌شوند، رو به جلو هستند. به‌طور کلی فیکی و نرمال از دم انجام می‌شود، در حالی که نولی و سوئیچ خارج از بینی انجام می‌شود.
در اسکیت بوردینگ، اکثر ترفندهایی که با سواری به عقب انجام می‌شوند - با توجه به وضعیت ترجیحی سوارکار - منحصراً به عنوان "سوئیچ" (در حالت سوئیچ) یا جعلی طبقه‌بندی می‌شوند، با این قاعده کلی که ترفندهای دم تقریباً همیشه به این صورت توصیف می‌شوند. جعلی هستند، و آنهایی که از بینی خارج می‌شوند، نولی هستند. به عنوان مثال، پرش با استفاده از چرخاندن دم به سمت عقب، "fakie ollie " (نه "سوئیچ نولی")، و پرش از روی بینی یک "نولی" است (نه "فیکی نولی").

### پای مونگو
پای مونگو به استفاده از پای جلویی سوارکار برای هل دادن اشاره دارد. به‌طور معمول، یک اسکیت بورد با استفاده از پای عقب خود برای هل دادن احساس راحتی بیشتری می‌کند، در حالی که پای جلویی او روی تخته باقی می‌ماند. در مورد اقلیت اسکیت‌برد سواران با پای مونگو، برعکس این موضوع صادق است. برخی از اسکیت‌بوردهایی که در حالت عادی خود مونگو را هل نمی‌دهند، ممکن است هنگام سواری در حالت سوئیچ، مونگو را به جای فشار دادن با پای عقب ضعیف‌تر خود هل دهند. برخی از اسکیت بازان مشهوری که هنگام فشار دادن سوئیچ بین مونگو و عادی تغییر می‌کنند عبارتند از جیکوب ونس، استوی ویلیامز و اریک کاستون.

## BMX
در دوچرخه‌سواری بی‌ام‌اکس، یک رابطه واقعی بین پایه و ترجیحات موقعیت سنگ زنی و جهت چرخش در هوا وجود دارد. عبارات «عادی» و «گوفی» ترجیح پا را مانند ورزش‌های تخته ای نشان نمی‌دهند، بلکه بیشتر نشان می‌دهند که آیا پا بودن سوارکار رابطه معمولی با ترجیحات آسیاب کردن و چرخش در هوا دارد یا خیر. به عنوان مثال، کلاس‌های سواری زیر را در نظر بگیرید:
- سواران راست پا که ترجیح می‌دهند در هوا در خلاف جهت عقربه‌های ساعت بچرخند و در سمت راست خود ساییده شوند
- چپ‌پا سوارانی که ترجیح می‌دهند در هوا در جهت عقربه‌های ساعت بچرخند و در سمت چپ ساییده شوند.

هر دو کلاس از اندازه مساوی هستند و «عادی» در نظر گرفته می‌شوند. «گوفی» سوارکارانی را توصیف می‌کند که ترجیحات ترفندی آنها با پای آنها مطابقت ندارد: سوارکاری که ترجیح می‌دهد مانند بیشتر آنها در طرف مقابل آسیاب کند، یک «سنگ خرد کن» در نظر گرفته می‌شود. کسی که ترجیح می‌دهد در وسط هوا به سمت مخالف بچرخد، مانند بسیاری از افراد، یک «چرنده احمق» در نظر گرفته می‌شود. تعداد کمی از سوارکاران هر یک از این ویژگی‌های احمقانه را دارند، اما برخی از سواران ممکن است هر دو را داشته باشند.